# ポール・ラドミロー
ポール・ラドミロー (Paul Emile Ladmirault, 1877年12月8日 - 1944年10月30日) は、フランスの作曲家、批評家である。ブルターニュ地方およびケルトの伝統音楽を用いた作品を遺した。

## 生涯
1877年12月8日、ナントに生まれる。幼少期から才能を示し、7歳でピアノ、ヴァイオリン、オルガン、和声を習い始めた。さらに8歳から作曲を始め、11歳の時には作曲家のルイ＝アルベール・ブルゴー＝デュクドレーから作品を高く評価された。
1893年5月18日には、初めてのオペラ作品『ジル・ド・レ』がナントで初演された。なお、この公演で主人公を務めたのは、のちに小説家となるアルチュール・ベルネードである。また、このオペラの台本は、ラドミローの母が作成した。
1892年にナント音楽院に入学したのち、1893年に和声で一等賞を獲得して卒業した。その後、1895年から1904年にかけてパリ音楽院で学び、和声をアントワーヌ・トードゥ、作曲をガブリエル・フォーレ、対位法をアンドレ・ジェダルジュに師事した。パリではモーリス・ラヴェル、モーリス・ドラージュ、デオダ・ド・セヴラック、フローラン・シュミット、エドゥアール・ベネディクトゥスらとともに、芸術サークルアパッシュの一員として活動した。
3度ローマ大賞に応募するも落選し、ナントに戻った。ナントでは、『音楽通信』の特派員や『ルエスト・アルティスト』の批評家を務めたほか、国際音楽学会の学会誌に寄稿することもあった。さらには、ブルトン人作曲家連盟の創設に携わった。また、1920年にはナントの音楽院で和声、対位法、フーガの教授となり、のちに院長を務めた。
1944年10月30日、サン＝ナゼールのケルビリ・アン・カメルにて死去。なお、モルビアン県のケルビリ・アン・カメルにて死去したとする資料もある。

## 人物
ラドミローは寡黙な性格であったという。

## 作品
ラドミローの作品の多くにブルターニュ地方およびケルトの伝統音楽が用いられている。『ニューグローヴ世界音楽大事典』は「ラドミローの最もよく知られている面は、地域的特質を備えた作曲家としてである。セヴラックの音楽がラングドック地方を反映しているように、故郷ブルターニュの雰囲気をあらわにする」と紹介している。その一方で、ポスト印象主義の作曲家のひとりと称されることもあり、トーマス・マクレーンは「カミーユ・サン＝サーンスの形式主義と、ガブリエル・フォーレの抒情性、クロード・ドビュッシーの想像力を一つにしたら、ラドミローの作品になる」と述べている。実際、ラドミロー本人も、自分の音楽がフォーレとモーリス・ラヴェルの影響下にあると自覚していたとも言われている。
また、ラドミローの作品は簡素であると指摘される。例えばアンドレ・リシュクとステファヌ・ヴォルフは『ラルース世界音楽人名事典』にて、「彼の明晰で簡潔な音楽語法においては旋法様式が用いられている」と述べている。また、ノーマン・デムスも、フランスの作曲家によるピアノ作品を論じた著作において、ラドミローのピアノ作品について「フローラン・シュミットのような複雑さは見られない」と指摘している。なお、デムスはラドミローやガブリエル・グロヴレーズをはじめとするフォーレ門下の作曲家は、サロン用の "work" ではなく、コンサートホールで演奏されるための "piece" を作曲したとも指摘している。
ラドミローが新しい作品に着手したことがニュースとして報じられることもあった。例えば、1931年7月5日の『ニューヨーク・タイムズ』は「ラドミローが交響詩を完成させた」と報じているほか、1935年1月号の『ザ・ミュージカル・タイムズ』は「ラドミローがピアノ五重奏曲を作曲し始めた」と報じている。
ラドミローは国民音楽協会の委員であったため、多くの作品は同協会の援助により初演されたが、そのほとんどは出版されなかった。また、ラドミローの作品の録音もほとんど残されていない。
| 作曲年          | 作品名                     | 備考                                       |
| --------------- | -------------------------- | ------------------------------------------ |
| 1899年 - 1902年 | ミルダン                   | オペラ。上演されることはなかった。         |
| 1902年 - 1903年 | ブルターニュ組曲           | 自身のオペラ『ミルダン』をもとに作曲された |
| 1906年          | ブルターニュの古い聖歌     | 合唱のための作品                           |
| 1908年          | ブロセリアンド・オ・マタン |                                            |
| 1909年          | ゲール狂詩曲               | 4手のピアノのための作品                    |
| 1925年          | コリドヴァンの女司祭       | 1925年にパリ・オペラ座で初演               |

## 教育活動
ラドミローの生徒にピーター・ウォーロックがいる。ウォーロックはラドミローの音楽に心酔しており、自身の作品『カプリオール組曲』を彼に捧げた。ラドミローもウォーロックを「同時代における最高のイギリス人作曲家の1人」と評しており、ウォーロックの批評家としての腕前も認めている。

## 評価
ラドミローは作曲家たちから高く評価された。例えば師のガブリエル・フォーレは、ラドミローに宛てた手紙で「あなたは私の生徒の中で最も興味深い存在です。とにかく沢山の作品を作ってください。そうすれば私はとても嬉しい気持ちになるでしょう」と記している。また、クロード・ドビュッシーはラドミローの『森の魂の合唱』という作品について「洗練された詩的色彩感覚に富む作品」と評し、ハワード・ファーガソンはラドミローによる4手のピアノ作品を称賛した。他にも弟子のピーター・ウォーロックがラドミローの音楽を称賛している。
ラドミローは、批評家からも高く評価された。例えばロベルト・ベルナルドは『ルヴュ・ミュージカル』紙にて「ラドミローは趣味の良さ、俊敏性、多様なオリジナリティを備えている」と評している。また、バレエ『コリドウェンの女司祭』が発表された際、エミール・ブュイエルモーズは『クリスチャン・サイエンス・モニター』紙にて、台本を酷評しつつもラドミローの音楽については高く評価し、ラドミローの詩的な才能と独創性を称賛した。一方、アンリ・プリュニエールは『ニューヨーク・タイムズ』で本作について「オーケストレーションは分厚く、多様性に欠けている」と批判した。
作曲家や批評家からは高く評価されたものの、ラドミローの知名度は低い。作品もほとんど出版されておらず、録音もほとんどない。